# 통신위원회

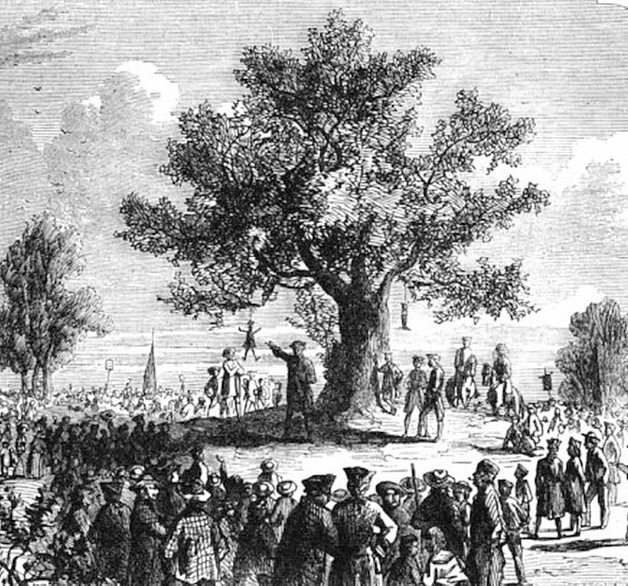
보스턴 코먼의 자유의 나무에 모인 보스턴 통신 위원회

통신위원회(Committees of correspondence)는 영국 의회에 대한 반대를 조율하고, 나중에는 미국 독립 혁명 동안 미국 독립을 지지하기 위해 노력했던 미국 정치 단체들의 모임이었다. 보스턴 출신의 패트리어트인 새뮤얼 애덤스의 아이디어로 시작된 이 위원회는 편지 작성이라는 방식을 통해 13개 식민지의 패트리어트 지도자들 사이에 지하 통신망을 구축하고자 했다. 이 위원회는 1774년 9월과 10월에 필라델피아에서 소집된 제1차 대륙회의를 설립하는 데 중요한 역할을 했다.

## 기능
위원회 기능은 주어진 식민지 주민들에게 영국 왕실이 취한 조치를 알리고, 도시에서 시골로 정보를 전파하는 것이었다. 뉴스는 일반적으로 손으로 쓴 편지나 인쇄된 팸플릿을 통해 전파되었으며, 이들은 기마 특사나 선박에 의해 전달되었다. 위원회는 이 뉴스가 패트리어트의 견해를 정확하게 반영하고 적절한 수신 그룹에 전달되도록 책임졌다. 많은 통신원들은 식민지 입법부 의원이었으며, 다른 이들은 자유의 아들들과 인지세 회의에서도 활동했다.
총 약 7,000~8,000명의 패트리어트들이 식민지 및 지역 수준에서 이 위원회에 참여했으며, 이들은 지역 사회 리더십의 대부분을 차지했다. 왕당파는 당연히 배제되었다. 이 위원회들은 그레이트브리튼 왕국에 대한 미국 저항의 지도자가 되었고, 주 및 지역 수준에서 미국 독립 전쟁 노력을 크게 지시했다.
이 위원회들은 애국심과 국내 제조업을 장려하며 미국인들에게 사치를 피하고 더 단순한 삶을 살도록 조언했다. 위원회들은 점차 미국 공공생활의 여러 측면에 대한 권한을 확대했다. 1774년 말과 1775년 초에는 지방 회의 선거를 감독했으며, 이는 진정한 식민지 정부의 운영을 시작했다.

## 역사
최초의 통신 위원회는 1764년 보스턴에서 통화 조례와 세관 서비스에 부과된 인기 없는 개혁에 대한 반대를 결집하기 위해 설립되었다.
다음 해 인지세법 위기 동안 뉴욕 식민지는 이웃들 사이에서 새로운 세금에 대한 공동 저항을 촉구하기 위해 위원회를 구성했다. 매사추세츠만 식민지의 통신원들은 그해 가을 인지세법에 대표를 파견하도록 다른 식민지들을 촉구함으로써 응답했다. 결과적으로 형성된 위원회들은 위기가 끝난 후 해산되었다.
미국 독립 전쟁을 지지하는 보스턴의 패트리어트 지도자들은 영국 왕실 정부의 점점 더 적대적인 위협에 직면하고 있다고 믿으며 1772년 말 타운 회의의 승인을 받아 최초의 장기적인 위원회를 설립했다. 1773년 봄까지 패트리어트들은 매사추세츠 제도를 따르기로 결정하고 각 식민지에 자체 위원회를 설립하기 시작했다. 버지니아 식민지는 3월에 11명의 위원으로 구성된 위원회를 임명했고, 로드아일랜드 식민지, 코네티컷 식민지, 뉴햄프셔 식민지, 사우스캐롤라이나 식민지가 빠르게 뒤따랐다. 1774년 2월까지 11개 식민지가 자체 위원회를 설립했으며, 결국 반란을 일으킨 13개 식민지 중 노스캐롤라이나 식민지와 펜실베이니아 식민지만이 그렇지 않았다.

### 델라웨어
델라웨어 식민지에서 통신 위원회는 토머스 매킨에 의해 뉴캐슬군을 중심으로 10년간의 선동 끝에 설립되었다. 이웃한 켄트군에서는 시저 로드니가 두 번째 위원회를 설립했으며, 서식스군이 뒤따랐다. 1774년 제1차 대륙회의의 권고에 따라 통신 위원회는 선출된 "조사 위원회"로 교체되었고, 그 아래에 통신 소위원회가 있었다. 새로운 위원회는 특히 패트리어트 대의에 반대하는 사람들을 식별하는 정보 업무에 특화되었다. 이 위원회들은 독립 요구를 대중화하는 데 주도적인 역할을 했다.
통신 위원회들은 보스턴, 필라델피아 등지의 다른 위원회들과 정보를 교환했다. 이들의 지도부는 종종 델라웨어에 행정 지도자를 제공하기 위해 활용되었다. 조사 위원회들은 여론을 무기로 불만을 억제하고 애국심을 고취했다. 영국으로부터의 수입이 차단되면서 위원회들은 미국이 자급자족하도록 노력했으며, 이에 따라 아마 재배와 양털 생산을 장려했다. 위원회들은 수백 명 규모의 지역 민병대를 조직하는 데 도움을 주었고, 나중에는 카운티와 델라웨어 전역에서 조직했다. 이들의 격려에 힘입어 델라웨어 의회는 독립에 찬성하는 대륙회의 대표들을 선출했다.

### 매사추세츠
1772년 11월 매사추세츠만 식민지에서 새뮤얼 애덤스, 조지프 워런, 머시 오티스 워런은 개스피 사건과 최근 영국 왕실 총독과 판사의 급여를 식민지 의회가 아닌 영국 왕실이 지불하기로 한 영국 정부의 결정에 대응하여 위원회를 구성했다. 이 조치는 식민지가 공무원들을 유권자에게 책임지게 할 수 있는 수단을 효과적으로 박탈했다.
다음 달에는 매사추세츠 전역의 마을과 촌락에 100개 이상의 다른 위원회가 구성되었다. 보스턴에 본부를 둔 매사추세츠 위원회는 애덤스가 이끌었으며, 다른 패트리어트 단체들의 모델이 되었다. 위원회를 설립한 회의는 "식민지 주민들, 특히 이 식민지 주민들의 인간으로서, 기독교인으로서, 그리고 신민으로서의 권리; 이를 이 식민지의 여러 마을과 전 세계에 이 도시의 의견으로 전달하고 발표하는 것"이라고 그 목적을 명시했다.

### 메릴랜드
메릴랜드 식민지는 1773년 10월 15일에 통신 위원회를 임명한 13개 식민지 중 여덟 번째가 되었다. 메릴랜드 위원회는 "공동의 자유를 보존하기 위한 자매 식민지들의 일반적이고 확고한 연합의 절대적 필요성"이 있다고 밝혔으며, 이 연합의 회의를 필라델피아에서 개최할 것을 요청했다.

### 뉴저지
뉴저지는 1774년 2월 8일에 통신 위원회를 결성했다. 뉴저지 통신 위원회는 9명의 위원으로 구성되었으며 1774년 5월 31일 뉴브런즈윅에서 회의를 열어 항만법에 대한 보스턴 통신 위원회의 긴급 메시지에 응답했다.

### 뉴욕

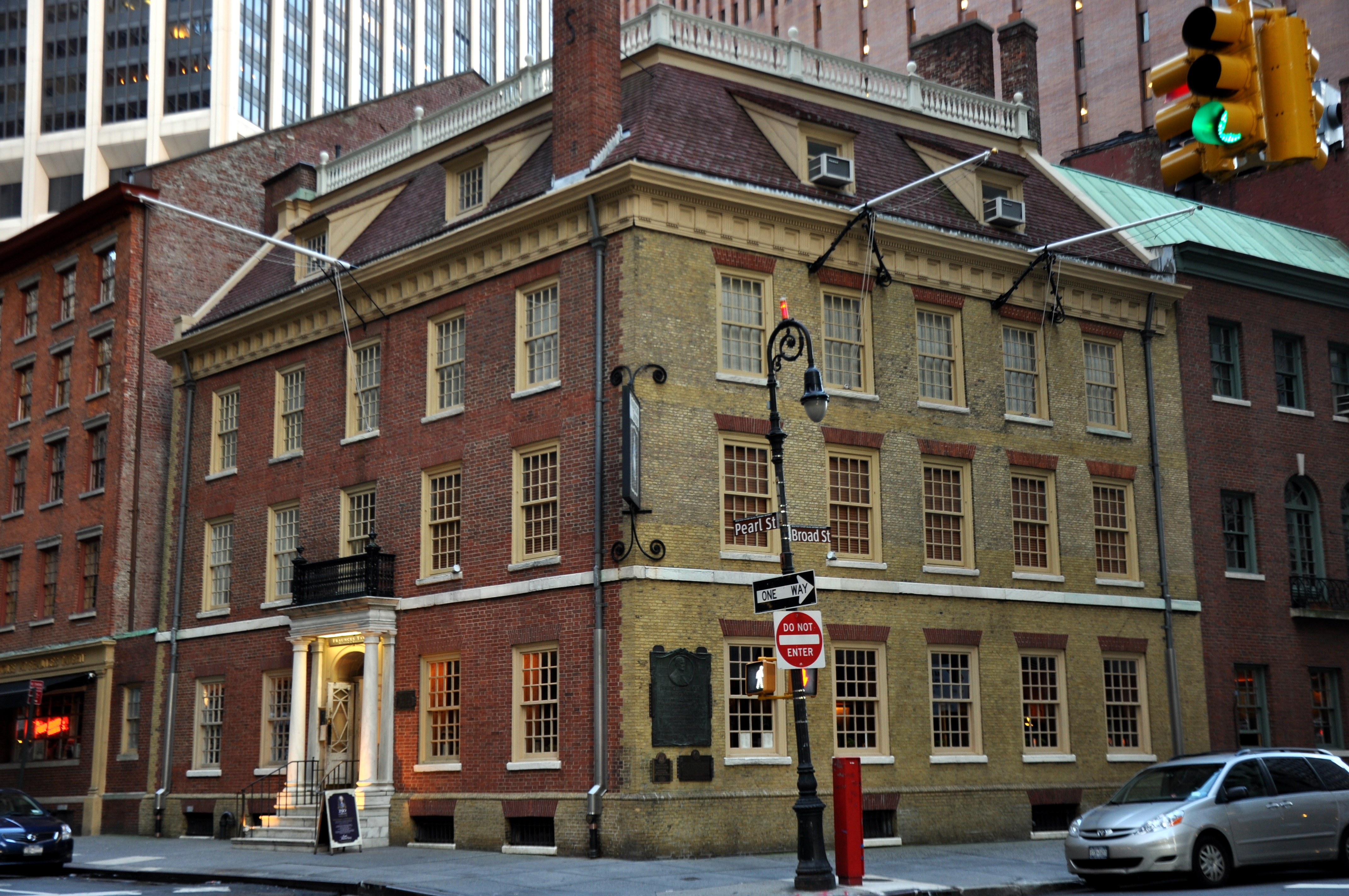
1774년 5월 16일 50인 위원회의 회의 장소인 로어맨해튼의 프론세스 태번

1774년 1월 20일, 뉴욕은 통신 위원회를 결성했다.
보스턴항이 보스턴 항구법에 따라 폐쇄될 것이라는 소식에 대응하여, 선장들과 상인들의 주요 휴양지였던 뉴욕 월가의 커피 하우스에 "현재의 위급하고 중요한 상황에서 취해야 할 적절한 조치를 협의하기 위해" 1774년 5월 16일 프론세스 태번에서 상인들의 모임을 초청하는 광고가 게시되었다. 아이작 로가 의장을 맡은 회의에서 위원회는 50명의 통신 위원회 위원을 대중에게 제출할 것을 결의했다. 1774년 5월 17일, 그들은 5월 19일 오후 1시에 커피 하우스에서 만나 위원회를 승인하고 필요하다고 판단되는 다른 위원들을 임명할 것을 요청하는 공고를 발표했다. 5월 19일 회의에서 프랜시스 루이스도 지명되었고 51인 위원회 전체가 확정되었다.
1774년 5월 23일, 위원회는 커피 하우스에서 회의를 열고 아이작 로를 상임 의장으로, 존 올솝을 부의장으로 임명했다. 위원회는 그 다음 소위원회를 구성했는데, 이 소위원회는 보스턴의 편지에 대한 답장을 작성하여 "식민지 대표자 회의"를 소집할 것을 촉구했으며, 이는 제1차 대륙회의로 알려지게 되었고 위원회에 의해 승인되었다.
1774년 5월 30일, 위원회는 뉴욕 카운티의 감독관들에게도 유사한 통신 위원회를 결성하도록 권고하는 편지를 작성하기 위한 소위원회를 구성했으며, 이는 5월 31일 위원회 회의에서 채택되었다.
1774년 7월 4일, 뉴욕 시와 카운티의 자유민들의 확인을 조건으로 5명의 대표자를 임명하고, 다른 카운티들도 대표자를 보내도록 요청하는 결의안이 승인되었다. 이어서 아이작 로, 존 올솝, 제임스 듀안, 필립 리빙스턴, 존 제이가 임명되었고, 시와 카운티 주민들은 7월 7일에 시청에 참석하여 임명을 승인하도록 초대되었다. 이는 7월 6일에 들판에서 회의를 개최한 더 급진적인 자유의 아들들인 기술자 위원회 파벌과의 마찰을 야기했다. 웨스트체스터군, 더치스군, 올버니군 (뉴욕주) 세 카운티는 5명의 대표자들을 수용했지만, 킹스군, 서퍽군, 오렌지군 (뉴욕주) 세 카운티는 자체 대표자들을 파견했다.

### 노스캐롤라이나
1773년까지 정치 상황은 악화되었다. 법원에 대한 우려가 있었다. 매사추세츠의 젊고 열정적인 보스턴 애국자 조시아 퀸시 2세는 5일 동안 노스캐롤라이나를 방문했다. 그는 1773년 3월 26일 밤 윌밍턴 근처 코넬리우스 하닛의 집에서 묵었다. 두 사람은 통신 위원회에 대한 계획을 논의하고 작성했다. 위원회의 목적은 식민지들 간의 상황과 혁명적 정서를 소통하는 것이었다. 이 회의 이후 퀸시는 하닛을 "노스캐롤라이나의 새뮤얼 애덤스"라고 불렀다.
1773년 12월, 윌밍턴에서 노스캐롤라이나 통신 위원회가 결성되었다. 하닛은 부재했지만, 그는 위원회의 의장으로 선출되었다. 다른 회원으로는 존 하비, 로버트 하우, 리처드 캐스웰, 에드워드 베일, 존 뱁티스타 애쉬, 조지프 휴스, 새뮤얼 존스턴, 윌리엄 후퍼가 있었다.

### 펜실베이니아
통신 위원회를 가장 늦게 결성한 펜실베이니아 식민지는 1774년 5월 20일 필라델피아에서 열린 회의에서 이를 수행했다. 급진파와 보수파 정치 운동가들 간의 타협으로, 각 파벌이 제안한 목록을 결합하여 위원회를 구성했다. 19명으로 시작된 위원회는 43명, 그 다음 66명, 그리고 최종적으로 1774년 5월부터 1776년 9월 해산까지 두 개의 다른 100인 그룹으로 확대되었다. 궁극적으로 펜실베이니아에서 160명의 남성이 하나 이상의 위원회에 참여했지만, 토머스 바클레이, 존 콕스 주니어, 존 디킨슨, 조지프 리드 단 네 명만이 정기적으로 모든 위원회에 선출되었다.

### 버지니아
1773년 3월 초, 대브니 카는 버지니아 버지스 의회 앞에서 영구 통신 위원회 설립을 제안했다. 버지니아 자체 위원회는 1773년 3월 12일에 결성되었다. 위원들은 페이턴 랜돌프, 로버트 카터 니콜라스 시니어, 리처드 블랜드, 리처드 헨리 리, 벤저민 해리슨 5세, 에드먼드 펜들턴, 패트릭 헨리, 더들리 디그스, 대브니 카, 아치볼드 캐리, 토머스 제퍼슨이었다.

### 다른 식민지
1773년 7월까지 로드아일랜드, 코네티컷, 뉴햄프셔, 사우스캐롤라이나도 위원회를 구성했다.
1774년 5월 펜실베이니아의 조치로, 결국 반란을 일으킨 모든 식민지가 이러한 위원회를 설립했다.
식민지 위원회는 차법에 대한 공동 저항을 성공적으로 조직했으며, 차를 마시는 것이 미국인들을 "약하고, 나약하며, 병약하게 만들 것"이라고 쓸 의사들까지 모집했다.
이 상설 위원회들은 1774년 9월에 소집된 제1차 대륙회의에 필요한 중요한 계획을 수행했다. 제2차 의회는 외국에 미국적인 사건 해석을 전달하기 위해 자체 통신 위원회를 만들었다.
이 위원회들은 혁명 기간 동안 식민지 회의로 대체되었다.
1780년까지 그레이트브리튼 왕국과 아일랜드 왕국에도 통신 위원회가 구성되었다.

## 같이 보기
- 안전 위원회 (미국 독립 혁명)
- 미국 건국의 아버지

## 참고 자료
- Brown, Richard D. Revolutionary Politics in Massachusetts: The Boston Committee of Correspondence and the Towns, 1772–1774 (1976) [{{{설명}}}]
- Hancock, Harold B. (1973). 《County committees and the growth of independence in the three lower counties on the Delaware, 1765–1776》. 《Delaware History》 15. 269–294쪽.
- Ketchum, Richard M. (2002). 《Divided Loyalties, How the American Revolution came to New York》. Henry Holt and Co. ISBN 978-0-8050-6120-8.
- Lossing, Benson John (1855). 《Our Countrymen: or, Brief Memoirs of Eminent Americans》. Philadelphia: Lippincott, Grambo & Co.
- Maier, Pauline (1978). 〈Early revolutionary leaders in the South and the problem of Southern distinctiveness〉.   Jeffrey J. Crow & Larry Tise. 《The Southern Experience in the American Revolution》. Chapel Hill: 노스캐롤라이나 대학교 출판부. ISBN 978-0-8078-1313-3.
- Norton, Mary Beth; Blight, David W. (2001). 《A People and a Nation》 1 6판. 호턴 미플린 하코트. ISBN 978-0-618-21469-3.
- Puls, Mark (2006). 《Samuel Adams, father of the American Revolution》. 팰그레이브 맥밀런. ISBN 978-1-4039-7582-9.
- Ryerson, Richard A. (1978). 《The Revolution is Now Begun: the Radical Committees of Philadelphia, 1765–1776》. Philadelphia: 펜실베이니아 대학교 출판부. ISBN 978-0-8122-7734-0.
- Smith, Page (1976). 《A New Age Now Begins》. 맥그로힐. ISBN 978-0-07-059097-7.
- Van Schreeven, William J.; Schribner, Robert L., 편집. (1976). 《The Committees and the Second Convention, 1773–1775: a Documentary Record》. Revolutionary Virginia: The Road to Independence 2. 버지니아 대학교 출판부. ISBN 978-0-8139-0601-0.
- Warford-Johnston, Ben (November 2016). 《American Colonial Committees of Correspondence: Encountering Oppression, Exploring Unity, and Exchanging Visions of the Future》. 《The History Teacher》 50 (Society for History Education). 83–128쪽. JSTOR 44504455. 2024년 9월 11일에 확인함.
- Dawson, Henry (1886). 《Westchester County, New York, During the American Revolution》. H.B. Dawson.

### 원전
- Revolutionary Virginia: The Road to Independence. Vol. 2, The Committees and the Second Convention, 1773–1775: A Documentary Record edited by William J. Van Schreeven and Robert L. Schribner, (1973);978-0-81390-500-6}

## 더 읽어보기
- Breen, T.H. (2010). 《American Insurgents, American Patriots: The Revolution of the People》.ㅁ
- Maier, Pauline R. (1972). 《From Resistance to Revolution: Colonial Radicals and the Development of American Opposition to Britain, 1765–1776》. New York, Knopf. ISBN 9780394461908.
- Maier, Pauline R. (1980). 《The Old Revolutionaries: Political Lives in the Age of Samuel Adams》.
- Archived papers of the Committee of Correspondence, 1952–1969, at Smith College.